# Teretrura flaveola
Teretrura flaveola är en tvåvingeart som beskrevs av Jacques-Marie-Frangile Bigot 1885. Teretrura flaveola ingår i släktet Teretrura och familjen Pyrgotidae. Inga underarter finns listade i Catalogue of Life.